# Aline Pellegrino
Aline Pellegrino (São Paulo, 6 de julho de 1982) é uma ex-futebolista brasileira que atuou como zagueira.
Atualmente, ocupa a função de Coordenadora de Competições Femininas da Confederação Brasileira de Futebol (CBF), assim como das Série C e Série D do Campeonato Brasileiro de Futebol Masculino.

## Carreira

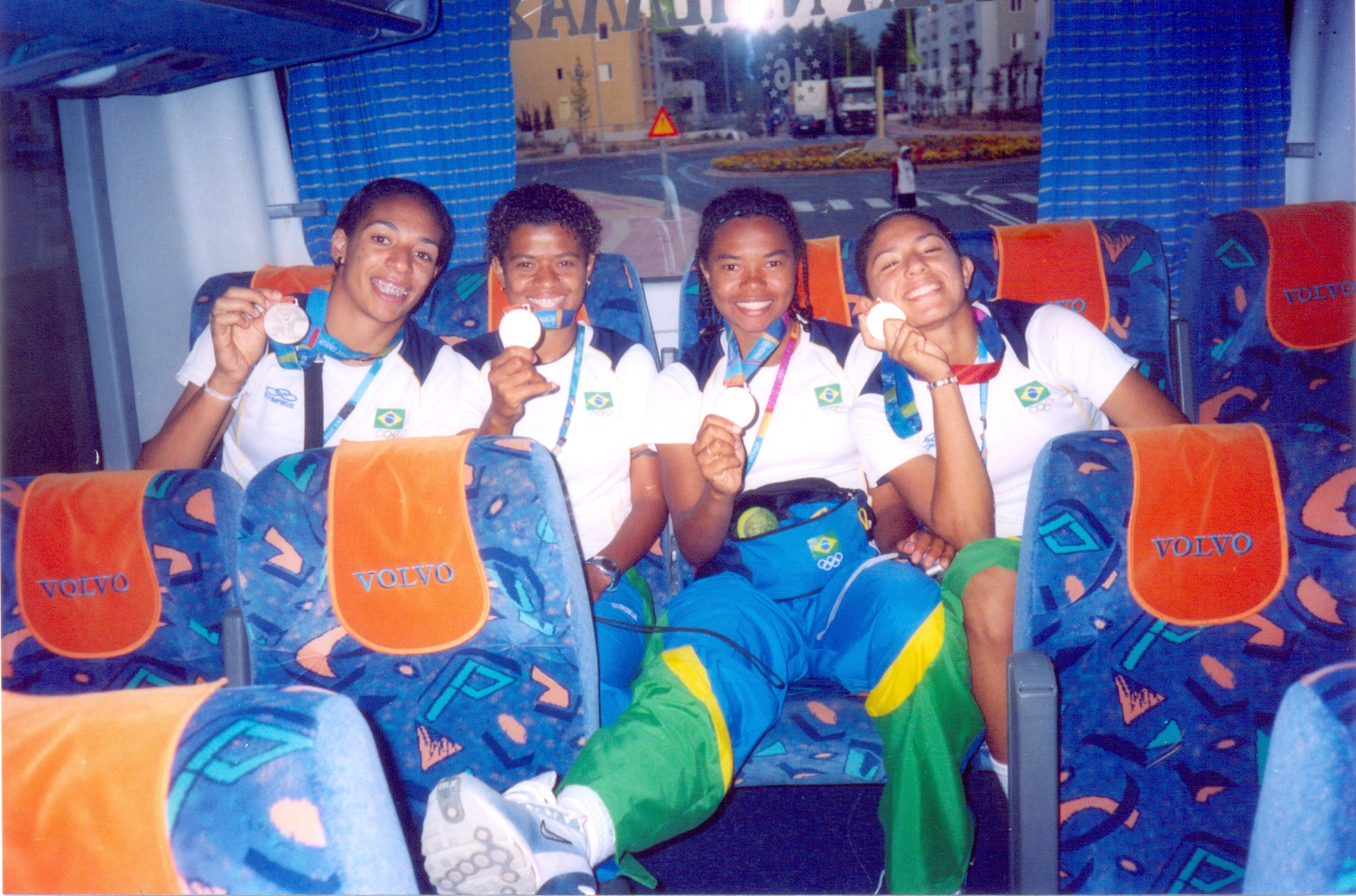
Alline Pellegrino e jogadoras posam para foto com a medalha de prata dos Jogos de Atenas, 2004.

Filha de um vendedor e de uma professora, Aline foi criada no bairro Tremembé. Seu irmão mais novo teve uma doença respiratória quando Aline tinha seis anos. O médico indicou a prática esportiva como parte do tratamento e, por isso, os dois irmãos foram inscritos em uma escolinha do Clube Atlético Silvicultura, no Horto Florestal. Aline passou a praticar handebol, ginástica, atletismo e vôlei. Também na escola, Aline envolvia-se com esportes e, na vizinhança, jogava futebol com os meninos. O pai, inicialmente, era contrário à prática pela filha, mas vendo a paixão dela pelo esporte procurou um clube que tivesse futebol feminino.
Iniciou sua carreira como jogadora aos 15 anos de idade, no São Paulo, ao lado de Sissi e Kátia Cilene. Inicialmente era atacante, mas acabou se firmando como zagueira. Sua primeira competição foi o Campeonato Brasileiro de Futebol Feminino de 1997, de onde saiu campeã. Dois anos depois, em 1999, sentindo que não conseguia conciliar a escola e a atuação no São Paulo, deixou o clube.
Acabou fazendo uma peneira no Juventus, sendo aprovada. Ficou no clube por nove meses, saindo por considerar o nível baixo para uma atleta de alto rendimento.
Após não ser aprovada nas peneiras da Portuguesa, Aline, visando estudar Educação Física, passou a integrar a equipe de futsal do Centro Universitário Sant'Anna (UniSant'Anna). A faculdade também mantinha duas equipes de campo para disputar o Campeonato Paulista - o Palmeiras, que reunia as principais jogadoras, e o São Bento de Sorocaba, equipe que Aline passou a integrar e, pela primeira vez, foi capitã. Em 2001, com uma seleção formada basicamente pela equipe da UniSant'Anna, Aline conquistou a medalha de ouro dos Jogos Mundiais Universitários (Universíade) de Pequim. No UniSant'Anna, Aline permaneceu oito anos, até 2008, com um breve intervalo para uma passagem de seis meses no O-hara Nagano, equipe da cidade de Ueda, no Japão, em 2005.
Em janeiro de 2008, foi contratada pelo Santos, onde conquistou as Copas do Brasil de 2008 e 2009 e as Libertadores de 2009 e 2010.
Esteve na Seleção Brasileira entre os anos de 2004 a 2013, exercendo a função de capitã a partir de 2005 até sua aposentadoria, sendo a capitã mais longeva da Seleção, inclusive contando os homens. Foi campeã nos Jogos Pan-Americanos de 2007, vice-campeã na Copa do Mundo de 2007 e medalha de prata nos Jogos Olímpicos de 2004.
Em 2011, com o encerramento da equipe do Santos, transferiu-se na companhia de suas colegas de Seleção Brasileira, Cristiane e Fabiana, para o clube russo WFC Rossiyanka. Ficou lá até 2013, mas não se adaptou à língua e o clima e voltou ao Brasil para jogar no Juventus/São Caetano, onde recebia Bolsa Atleta do Governo Federal. Aposentou-se no mesmo ano, após jogar duas partidas da Copa do Brasil com o Novo Mundo, do Paraná.

### Aposentadoria
Ainda em 2013, após anunciar sua aposentadoria dos gramados, trabalhou como técnica do Vitória das Tabocas, time da cidade de Vitória de Santo Antão, interior do estado do Pernambuco. Nele, foi campeã pernambucana, mas permaneceu apenas três meses.
Em seguida, atuou como corretora de imóveis até o ano seguinte, ministrou palestras e cursos, comentou jogos e atuou esporadicamente em colônias de férias para crianças.
Em 2014, exerceu o cargo de coordenadora do Departamento de Futebol do Esporte Clube Sírio.
Após esse período, atuou como supervisora da equipe Corinthians/Audax. No clube, participou de um curso de gestão realizado pela Federação Paulista de Futebol.
A partir de junho de 2016, exerceu a função de Coordenadora do Departamento de Futebol Feminino da Federação Paulista de Futebol, até sair do cargo em 2020. Sob sua liderança, houve a criação do primeiro torneio estadual de base, o Paulista sub-17.
Em novembro de 2017, atletas sugeriram seu nome para o cargo de diretora do Departamento de Futebol Feminino da CBF. Em setembro de 2020, a CBF anunciou Aline como coordenadora de competições deste departamento. Uma de suas missões foi expandir as competições femininas nacionais, incluindo o Brasileiro Feminino A-1, A-2, Sub-18 e Sub-16.
Em 2022, passou a ocupar o cargo de Coordenadora das Seleções Femininas Brasileiras e também de Competições Femininas, ambas da CBF.
Formada em Educação Física pela Universidade Sant’Anna, Aline também atuou como personal trainer nos anos após sua aposentadoria.

## Outras Atividades
É Co-Diretora do Guerreiras Project, coletivo formado por ativistas, atletas, artistas e acadêmicos que atuam em prol da igualdade de gênero e da visibilidade para o futebol feminino.
No ano de 2015, foi homenageada pelo Museu do Futebol, em São Paulo, durante o projeto "Visibilidade Para o Futebol Feminino".

## Títulos
Seleção Brasileira
- Universíada de Verão: Medalha de ouro em Pequim 2001
- Jogos Pan-americanos: Medalha de ouro no Rio de Janeiro 2007

São Paulo
- Taça Brasil: 1997

Santos
- Copa do Brasil: 2008 e 2009
- Copa Libertadores da América: 2009 e 2010
- Campeonato Paulista: 2010 e 2011

### Campanhas de Destaque

#### Seleção Brasileira
- Jogos Olímpicos - Medalha de prata, Atenas 2004
- Copa do Mundo - Vice-campeã, China 2007